# Dolomedes batesi
Dolomedes batesi là một loài nhện trong họ Pisauridae.
Loài này thuộc chi Dolomedes. Dolomedes batesi được Mary Agard Pocock miêu tả năm 1903.